# Tormay Béla

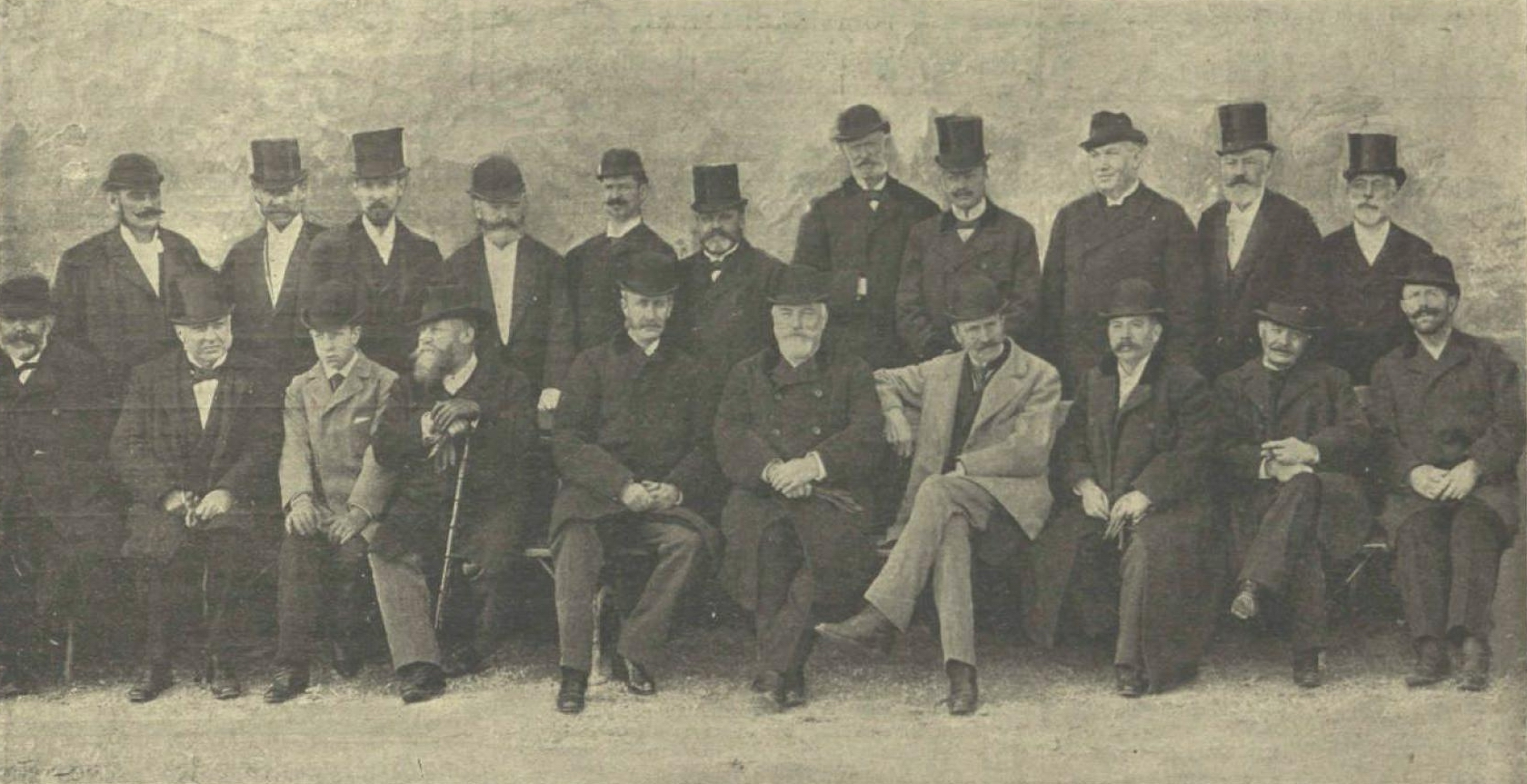
Az első sorban balról a negyedik ülő személy Tormay Béla

Nádudvari Tormay Béla György (Szekszárd, 1839. október 10. – Budapest, 1906. december 29.) mezőgazdász, állatorvos professzor, számos állatgyógyászati alapmű szerzője.

## Élete, szakmai pályafutása
Apja Tormay (Krenmüller) Károly (1804–1871) szekszárdi orvos, állatorvos, építész, anyja Huber Antónia (1811–1893). Krenmüller Károly 1839. szeptember 30-án felvette a "Tormay" vezetéknevet a "Krenmüllert" hanyagolva.
Pesten gazdasági gépészetet és kertészetet tanult, majd 1855-től uradalmakban dolgozott. Már diákként kitűnt pályatársai közül, így 1858-ban a pesti Állatgyógyintézetben (állatorvosi egyetemen) engedélyt kapott arra, hogy egy év alatt két évfolyamot végezhessen el. 1860-ban diplomázott, majd Bajorországban, a weihenstephani mezőgazdasági tanintézetben tanult. 1861-től a pesti Állatgyógyintézetben tanársegéd, (1865-től segédtanár).
1865-ben állt munkába. Első munkahelyei:
- az Országos Gazdászati és Erdészeti Tanintézetben, (Keszthely) rendes tanár (1865–1869),
- az Országos Felsőbb Gazdasági Tanintézetben (Debrecen) igazgató (1869–1873),

1873-ban kinevezték az Állatgyógyintézetben (később: Állatorvosi Tanintézet) frissen létesített állattenyésztési tanszék vezetőjévé – ez volt az első önálló állattenyésztési tanszék Magyarországon.
1875–1888 között ő volt az Állatorvosi Tanintézet igazgatója. Meghatározó szerepet játszott abban, hogy, hogy az intézmény 1881-ben átköltözhetett az új, Steindl Imre tervezte pavilonokba. Szervező munkájának eredményeként az oktatásban uralkodóvá vált a tudományos jelleg. A szükséges átszervezések feltételeit megteremtve előkészítette a talajt az intézmény úgynevezett akadémiai korszaka ( 1890–1899), majd főiskolai korszaka (1899-től) számára.
1880-ban a Földmívelés-, Ipar- és Kereskedelemügyi Minisztérium megbízásából megszervezte a minisztérium állattenyésztési osztályát, aminek ő lett az első vezetője és egyúttal a magyarországi szakoktatás felügyelője is. Fontos szerepe volt a magyarországi szarvasmarha-tenyésztés fejlesztésében.
1886-tól az összes gazdasági szakiskola és akadémia igazgatója.
1896. október 10-én Tormay Béla magyar nemességet, valamint a "nádudvári" nemesi előnevet szerezte meg adományban I. Ferenc József magyar királytól.
1899-ben a Magyar Tudományos Akadémia levelező tagjává választották. 1904-ben vonult nyugdíjba.
Fáradhatatlanul népszerűsítette a tudományt és annak eredményeit. Ő volt az országos állatorvosi egyesület első elnöke.

## Házassága és leszármazottjai
Tormay Béla feleségül vette a római katolikus nemesi származású munkácsi Barkassy Hermine (1846–1920) kisasszonyt, akinek a nagyszülei munkácsi Barkassy Imre (1805–1871), 1848-ig magyar királyi udvari ágens és álgyesti Tüköry Hermine (1817–1902) voltak. Az anyai nagyapja Spiegel (Tüköry) József (1787–1842) építési vállalkozó, Széchenyi István munkatársa a Lánchíd építésében, aki 1831. április 8-án I. Ferenc magyar királytól nemességet és az "álgyesti" nemesi előnevet szerezte adományban. A Barkassy másképp Munkácsy család pedig régi nemesi család, amelynek az első ismert őse Barkassy János, aki 1675-ben Miskolc város kapitánya volt. Tormay Béla és Barkassy Hermine frigyéből származott:
- Tormay Mária Cecília (Debrecen, 1871. november 29. – Budapest, 1936. április 14.). Férje: gálszécsi Ritoók Zsigmond (Nagyvárad, 1870. – Budapest, 1938. október 1.) fogorvos, egyetemi tanár.[13][14]
- Tormay Cécile (Cicele Teréz) (Budapest, 1875. október 8. – Mátraháza, 1937. április 2.), írónő, műfordító, közéleti szereplő.
- Tormay Géza (Mózes Imre Károly Géza) (Budapest, 1878. október 19. – Budapest, 1940. március 27.), magyar királyi titkos tanácsos, kereskedelemügyi és közlekedési államtitkár, Hajdú vármegye törvényhatósági bizottságának örökös tagja, Nádudvar község díszpolgára, a Magyar Érdemrend csillagos középkeresztese, a Francia Becsületrend középkeresztese, az Olasz koronarend csillagos középkeresztese, a Ferenc József rend lovagja.[15] Felesége: siklósi Tschögl Lilla.
- Tormay Vera (Veronika Hermina Antónia) (Budapest, 1878. október 19. – Budapest, 1966. január 4.). Férje: dr. pesti Szegedy-Maszák Elemér (Budapest, 1868. október 22. –†?) orvos.[16]
- Tormay Béla Kálmán Áron (Budapest, 1881. augusztus 9. –1963), miniszteri tanácsos, takarékpénztári igazgató. Neje: Vancsó Ilona Mária.

## Fontosabb művei
- Lófogtan (Pest, 1862)

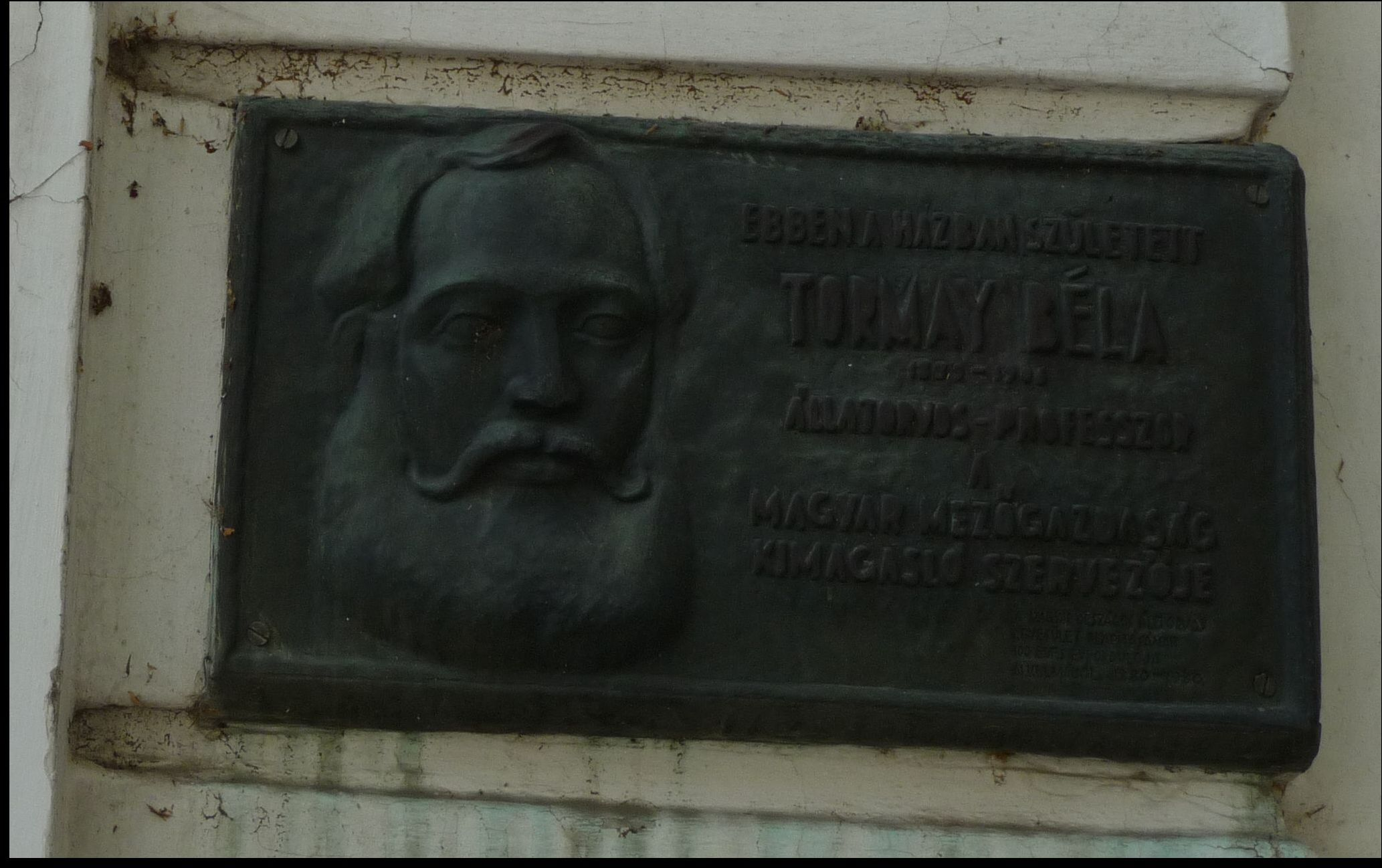
Juhos László: Tormay Béla emléktáblája szülőháza falán

- Általános állattenyésztéstan (Pest, 1871),
- Gazdasági lótenyésztés (1872),
- A falusi lótenyésztő (Debrecen, 1873),
- A tenyész-szarvasmarhák, juhok és sertések… (Budapest, 1885);
- A szarvasmarha és annak tenyésztése (1–3., Budapest, 1887–90),
- Az átörökítés (Budapest, 1891);
- A mezőgazdát is érdeklő néhány városi ügyről (Budapest, 1891);
- A háziállatok tenyésztése (Budapest, 1896);
- Mezőgazdasági vezérfonal… (Budapest, 1896);
- Állatorvosi feladatok a köztenyésztés terén (Budapest, 1902);
- Nádudvar uram vasárnapi beszélgetései mezőgazdasági dolgokról (1902, bőv. kiad.).
- Lótenyésztésünket illető nézetek (Budapest, 1904).

## Emlékezete
- Tormay emléklakoma, 1907
- Egy arcképe (Székely Bertalan festménye) a Szent István Egyetem állatorvos-tudományi karán, a takarmányozástani tanszéken függ. A kép színes fotómásolatát Szekszárdon, az Állategészségügyi és Élelmiszer-ellenőrző Állomás igazgatói szobájában függesztették ki.
- egy másik arcképe (festmény) a Szent István Egyetem állatorvos-tudományi karán, az állattenyésztési tanszéken függ
- egy harmadik arcképe (70 cm * 90 cm-es olajfestmény) a Szent István Egyetem állatorvos-tudományi karán, a szülészeti tanszéken függ
- szülővárosában két emléktáblát is avattak tiszteletére, mindkettő Juhos László munkája:
  - az egyiket 1980. június 11-én,
  - a másikat 1996. december 11-én

leplezték le.
- a A Magyar Agrártudományi Egyesület Állatorvosok Társasága centenáriumára Béla érmet[halott link] adott ki. A 103 mm átmérőjű kerek terrakotta érme Juhos László műve; 250 példányban adták ki.
- a Nemzetközi Zoonosis Konferencia Tormay Béla emlékplakettet adott ki
- mellszobrát, Grantner Jenő munkáját 1966. november 19-én leplezték le Budapesten, az István út 2. előtt
- 2002-ben róla nevezték el a Debreceni Egyetem Agrártudományi Centrumának egyik szakkollégiumát.
- Róla nevezték el Debrecen-Pallag egyik utcáját, mely a volt Dohánykutató területén kialakított lakóparkban található.